# Pnigalio mediterraneus
Pnigalio mediterraneus Ferrière & Delucchi, 1957, è un insetto parassitoide della famiglia degli Eulofidi (Hymenoptera: Chalcidoidea). Negli ambienti mediterranei è uno dei più attivi antagonisti della mosca delle olive.

## Descrizione
L'adulto è un insetto lungo pochi millimetri (2,5-3,5 mm la femmina, 1,5-2,5 il maschio), con corpo colorato di tonalità verdastre e rameiche. Il colore della livrea è però mutevole secondo la regione, l'ospite e le temperature a cui si è sviluppato.
Il capo è violaceo e splendente, con occhi rossi. Le antenne sono composte da 10 segmenti: scapo, pedicello, anello, funicolo (4 articoli) e clava (2 articoli). Nelle femmine i segmenti del funicolo sono cilindrici e la clava è leggermente più grossa e poco più lunga del quarto segmento funicolare. Nei maschi i primi 3 segmenti del funicolo sono ramificati; ogni ramo raggiunge la stessa lunghezza della clava, pertanto le antenne appaiono simili ad un pettine a 4 denti. Le antenne del maschio sono rivestite da numerose setole.
Il torace è di colore verdastro, con riflessi ramati o azzurrognoli. Il pronoto ha una forma triangolare, visto dorsalmente. Il mesonoto è rivestito da sculture reticolari, in contrasto con le axille lisce, con mesoscuto percorso da notauli incompleti. Il propodeo è liscio, provvisto di carena, pliche e costule. Gli individui più piccoli ed in particolare i maschi possono presentare una riduzione delle strutture sul propodeo.
Le ali anteriori hanno una vena marginale che si sviluppa per un terzo della lunghezza dell'ala e si connette alla submarginale senza interruzioni o processi laterali. La vena submarginale mostra diverse setole sulla faccia. La vena postmarginale è marcatamente più lunga della stigmatica.
Il gastro delle femmine è di colore verde dorato, con riflessi ramati o azzurrognoli. Quello dei maschi è nero violaceo, con una fascia più chiara sul gastro.

## Biologia
Pnigalio mediterraneus è un ectoparassitoide solitario, polifago. Negli ambienti mediterranei è associato in particolare alla mosca dell'olivo, di cui rappresenta uno dei principali antagonisti, ma è attivo anche su vari Lepidotteri fillominatori (Phyllonorycter, Stigmella, Prays oleae, Tischeria, Leucoptera, ecc.).
Dopo l'insediamento della minatrice serpentina degli agrumi (Phyllocnistis citrella) si è mostrato particolarmente attivo anche su questo fitofago, ridimensionando le preoccupazioni sorte dopo i primi anni dalla comparsa del lepidottero.
Fra i vari ospiti primari si annoverano anche Coleotteri (soprattutto Curculionidi), Ditteri (Agromizidi e il Tefritide Myopites stylata) e Imenotteri (Cinipidi e Tentredinidi).
Svolge il suo ciclo con numerose generazioni nel corso dell'anno.
Sotto l'aspetto della biodiversità assume una grande importanza la presenza, in prossimità di agrumeti e oliveti, di ecosistemi forestali o altri agrosistemi (in particolare i meleti) nei quali l'Eulofide può svolgere altre generazioni. Ad esempio, l'incidenza dei danni della minatrice serpentina degli agrumi si è riscontrata di minore entità negli agrumenti posti in vicinanza di oliveti.
Nell'Italia meridionale e insulare è fondamentale la presenza, in prossimità degli oliveti, di piante spontanee della macchia mediterranea (Anagyris foetida, Phyllirea) o di altre essenze legnose quali i pioppi, Bagolaro, Ontano nero. A queste piante sono infatti infeudati ospiti primari del Pnigalio (soprattutto microlepidotteri fillominatori) poco dannosi ma che si rivelano utilissimi per il mantenimento della popolazione del parassitoide.
Un quadro generale degli ospiti primari del Pnigalio mediterraneus è riassunto nella seguente tabella. Molte delle specie indicate sono in realtà ospiti primari del Pnigalio in ambienti differenti da quelli mediterranei.
| Ordine      | Famiglia        | Specie                        | Nome comune                            | Pianta associata      |
| ----------- | --------------- | ----------------------------- | -------------------------------------- | --------------------- |
| Coleoptera  | Brentidae       | Apion croceifemoratum         | Punteruolo                             | Anagiride             |
| Coleoptera  | Curculionidae   | Orchestes alni                | Punteruolo                             | Olmi, Ontani, Betulle |
| Coleoptera  | Curculionidae   | Orchestes avellanae           | Punteruolo                             | Querce, Nòcciolo      |
| Coleoptera  | Curculionidae   | Orchestes fagi                | Punteruolo                             | Faggi                 |
| Coleoptera  | Curculionidae   | Orchestes rusci               | Punteruolo                             | Betulle               |
| Coleoptera  | Curculionidae   | Orchestes quercus             | Punteruolo                             | Querce                |
| Coleoptera  | Curculionidae   | Orchestes populi              | Punteruolo                             | Pioppi, Salici        |
| Coleoptera  | Curculionidae   | Orchestes salicis             | Punteruolo                             | Salici                |
| Coleoptera  | Curculionidae   | Orchestes testaceus           | Punteruolo                             | Ontani                |
| Diptera     | Agromyzidae     | Phytagromyza populicola       | Mosca minatrice                        | Pioppi                |
| Diptera     | Agromyzidae     | Phytomyza populi              | Mosca minatrice                        | Pioppi                |
| Diptera     | Tephritidae     | Bactrocera oleae              | Mosca dell'olivo                       | Olivo                 |
| Diptera     | Tephritidae     | Myopites stylata              |                                        | Inula                 |
| Hymenoptera | Cynipidae       | Neuroterus numismalis         |                                        | Querce                |
| Hymenoptera | Tenthredinidae  | Fenusa dohrnii                |                                        | Ontani                |
| Hymenoptera | Tenthredinidae  | Heterarthrus aceris           |                                        | Acero montano         |
| Hymenoptera | Tenthredinidae  | Messa hortulana               | Minatore fogliare del pioppo           | Pioppi                |
| Hymenoptera | Tenthredinidae  | Profenusa pygmaea             |                                        | Querce                |
| Lepidoptera | Elachistidae    | Elachista cerusella           |                                        | Graminacee            |
| Lepidoptera | Eriocraniidae   | Eriocrania sp.                |                                        | Betulle               |
| Lepidoptera | Gelechiidae     | Chrysoesthia sexguttella      |                                        | Chenopodiacee         |
| Lepidoptera | Gracillariidae  | Caloptilia stigmatella        |                                        | Pioppi, Salici        |
| Lepidoptera | Gracillariidae  | Cameraria ohridella           | Minatrice fogliare dell'Ippocastano    | Ippocastano           |
| Lepidoptera | Gracillariidae  | Metriochroa latifoliella      | Ecofillembio dell'Olivo                | Olivo, Ilatri         |
| Lepidoptera | Gracillariidae  | Phyllonorycter blancardella   | Litocollete inferiore delle Pomacee    | Pomacee               |
| Lepidoptera | Gracillariidae  | Phyllonorycter cerasicolella  | Minatrice del Pesco                    | Drupacee              |
| Lepidoptera | Gracillariidae  | Phyllonorycter corylifoliella | Litocollete superiore del Melo         | Pomacee               |
| Lepidoptera | Gracillariidae  | Phyllonorycter gerasimowi     |                                        | Melo                  |
| Lepidoptera | Gracillariidae  | Phyllonorycter millierella    |                                        | Bagolaro              |
| Lepidoptera | Gracillariidae  | Phyllonorycter pomonella      |                                        | Drupacee              |
| Lepidoptera | Gracillariidae  | Phyllonorycter populifoliella | Litocollete del Pioppo                 | Pioppi                |
| Lepidoptera | Gracillariidae  | Phyllonorycter quercifoliella |                                        | Querce                |
| Lepidoptera | Gracillariidae  | Phyllonorycter rajella        | Litocollete dell'Ontano                | Ontani                |
| Lepidoptera | Gracillariidae  | Phyllonorycter schreberella   | Litocolleti dell'Olmo                  | Olmi                  |
| Lepidoptera | Gracillariidae  | Phyllonorycter tristigella    | Litocolleti dell'Olmo                  | Olmi                  |
| Lepidoptera | Phyllocnistidae | Phyllocnistis citrella        | Minatrice serpentina degli agrumi      | Agrumi                |
| Lepidoptera | Lyonetiidae     | Leucoptera malifoliella       | Cemiostoma del melo                    | Pomacee, Ontani       |
| Lepidoptera | Lyonetiidae     | Paraleucoptera sinuella       |                                        | Pioppi                |
| Lepidoptera | Tischeriidae    | Tischeria angusticolella      |                                        | Rosa                  |
| Lepidoptera | Tischeriidae    | Tischeria dodonaea            |                                        | Castagno, Querce      |
| Lepidoptera | Tischeriidae    | Tischeria ekebladella         | Minatrice a disco bianco della Quercia | Querce                |
| Lepidoptera | Yponomeutidae   | Prays oleae                   | Tignola dell'olivo                     | Olivo                 |

Per quanto concerne i rapporti di iperparassitismo, il P. mediterraneus è iperparassita facoltativo di specie del genere Apantheles (Hymenoptera Braconidae) e a sua volta è parassitizzato da Tetrastichus amethystinus (Hymenoptera Eulophidae Tetrastichinae) e da Eupelmus urozonus (Hymenoptera Eupelmidae).

## Distribuzione
La specie è diffusa in tutta l'Europa (dal Mediterraneo alla Gran Bretagna, alla Scandinavia, alla Russia), in tutto il Nord Africa e in Asia (Medio Oriente, Cina).